# Museo de Historia Nacional de Rumanía
Museo de Historia Nacional de Rumanía es un museo situado en la ciudad de Bucarest, la capital de Rumanía. 

## Localización
Dentro de la capital rumana, el edificio se enmarca en la Calea Victoriei, uno de los ejes de la ciudad por su amplitud como avenida y por su riqueza museística. El museo se halla dentro del antiguo Palacio de Correos. Debido al gran tamaño de la construcción, el edificio también contiene otras instituciones, como un museo filatélico.

## Fondos

### Exposición permanente

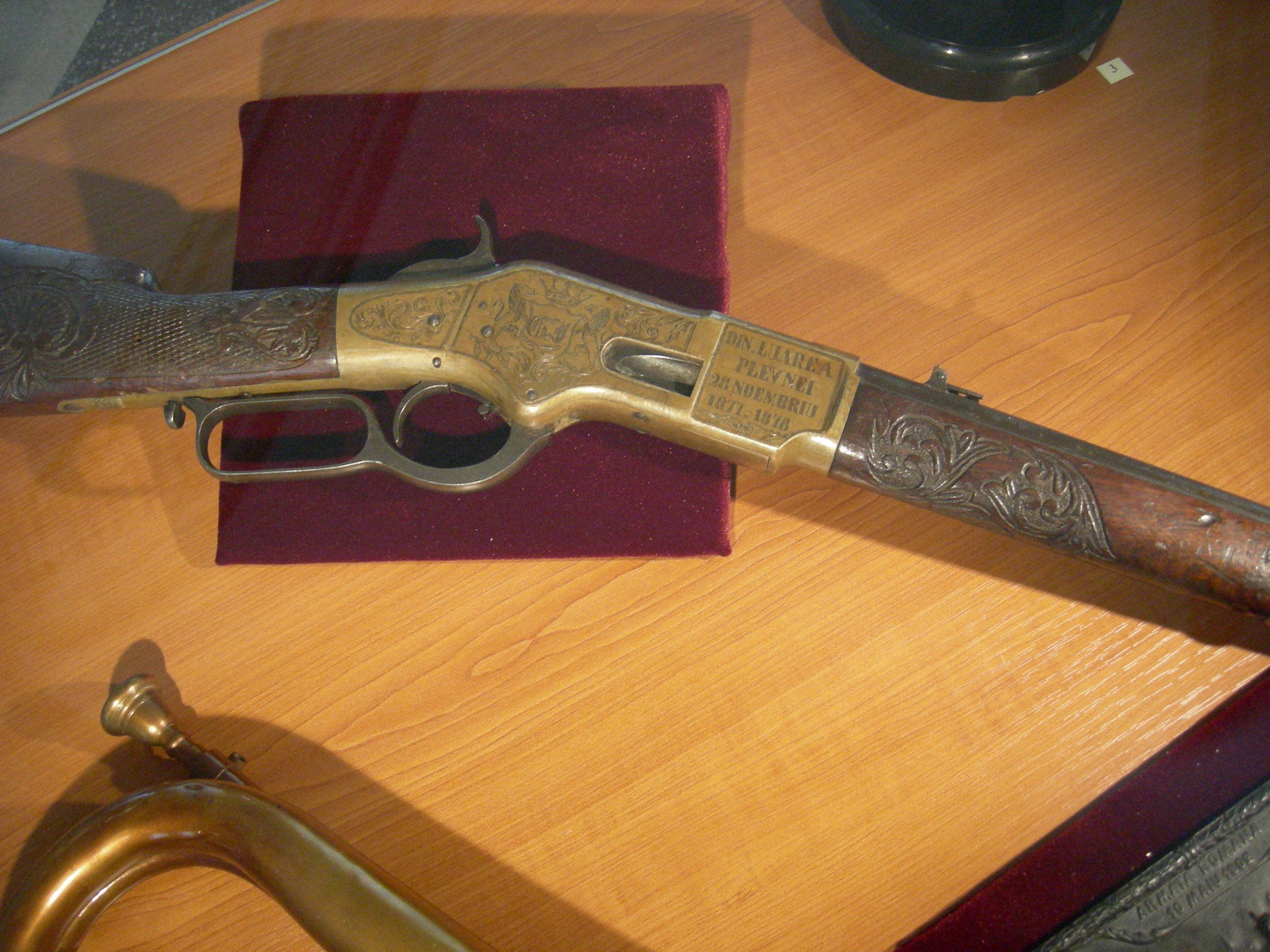
Fondos del museo.

La colección del museo abarca todo tipo de piezas relacionadas con la historia rumana, desde época prehistórica hasta los tiempos más recientes. Los fondos son amplísimos y tremendamente diversos, dado la idiosincrasia del país. Son interesantes, especialmente, los restos de época romana —por el papel que desempeñó la zona dentro del Imperio romano— y los de Historia Contemporánea, por el papel geoestratégico que jugó Rumanía en todo momento.

### Fondos destacados
De entre todos los fondos, destacan tres por encima del resto:
- Columna de Trajano: reconstrucción a tamaño real de la columna, detallada escena a escena.
- Tesoro Nacional Rumano: consta de un sinfín de piezas de oro, entre las que destacan las impresionantes coronas.
- Tesoro Pietroasele: hallado en 1837, tiene piezas de oro desde estilo germánico a sasánida.

## Galería de imágenes

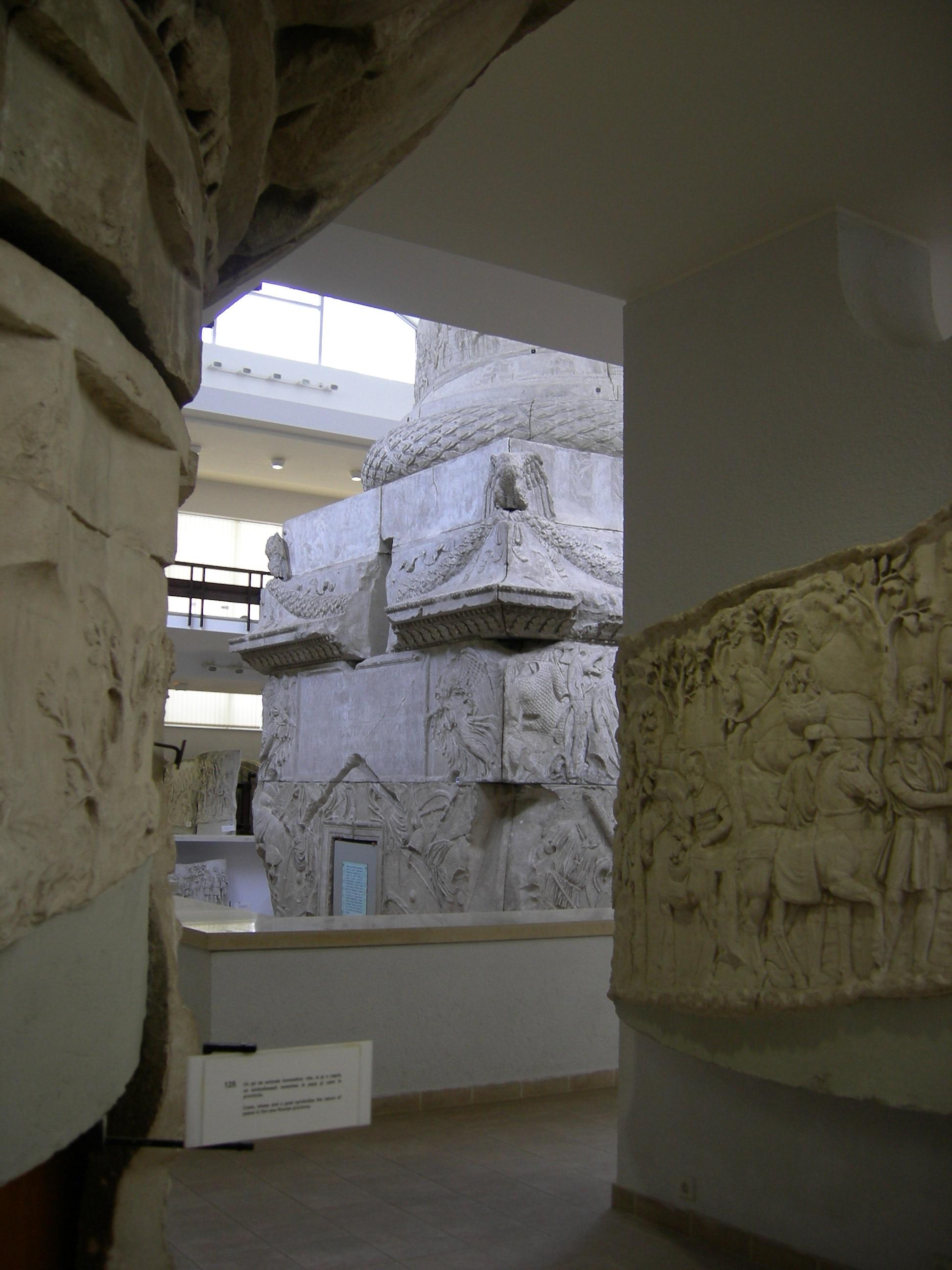
Columna de Trajano: permanent exhibit
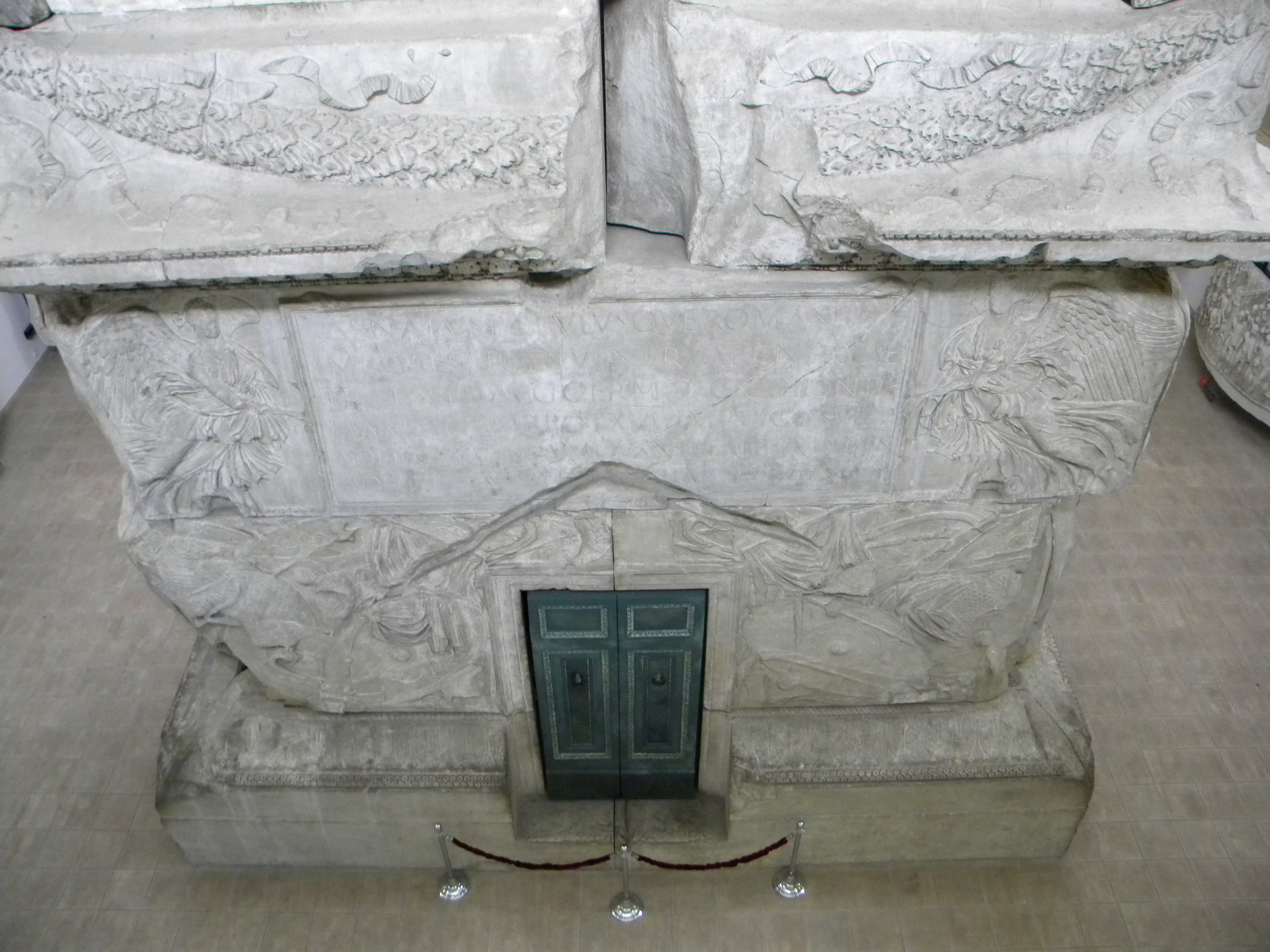
Columna de Trajano
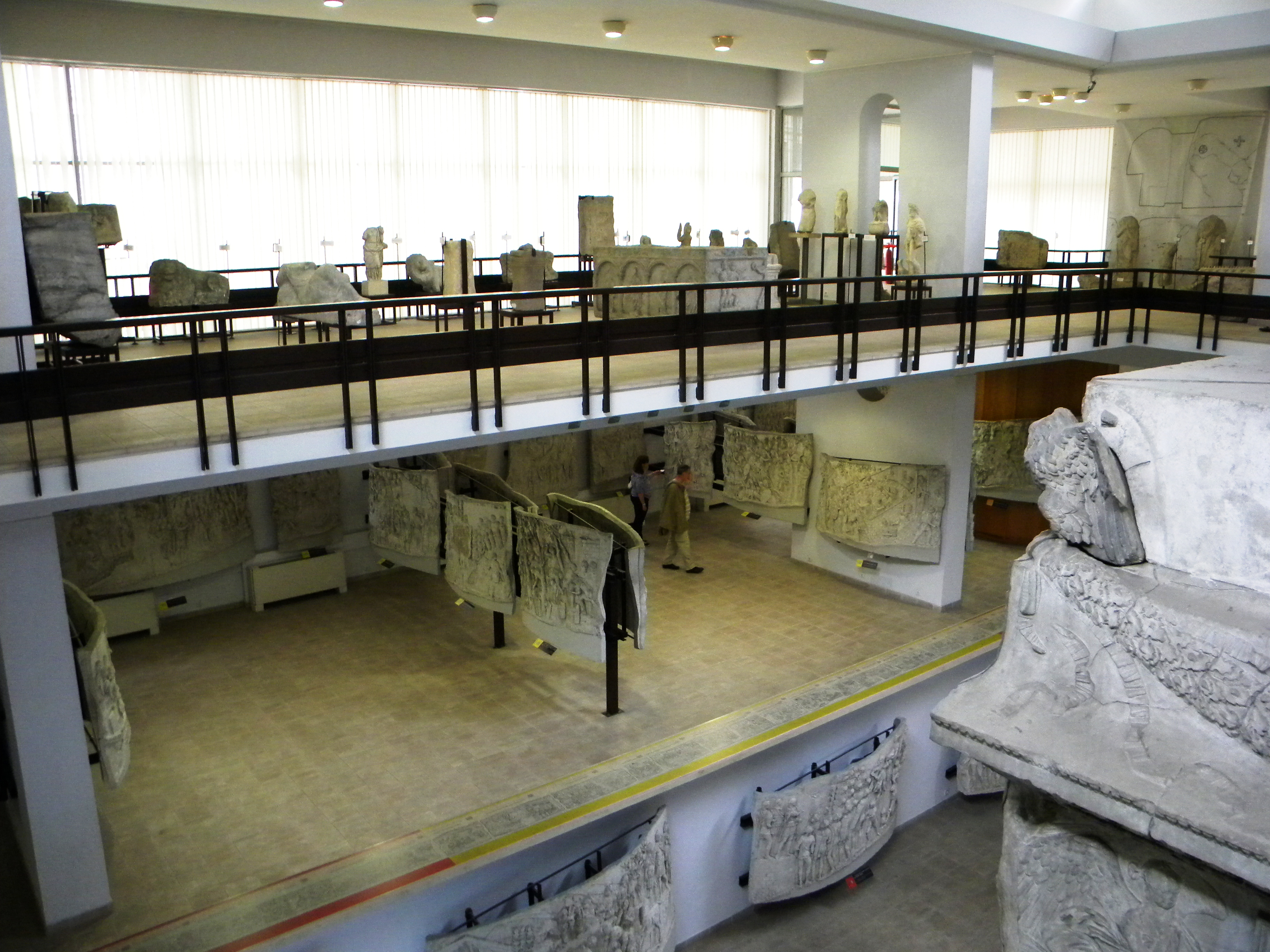
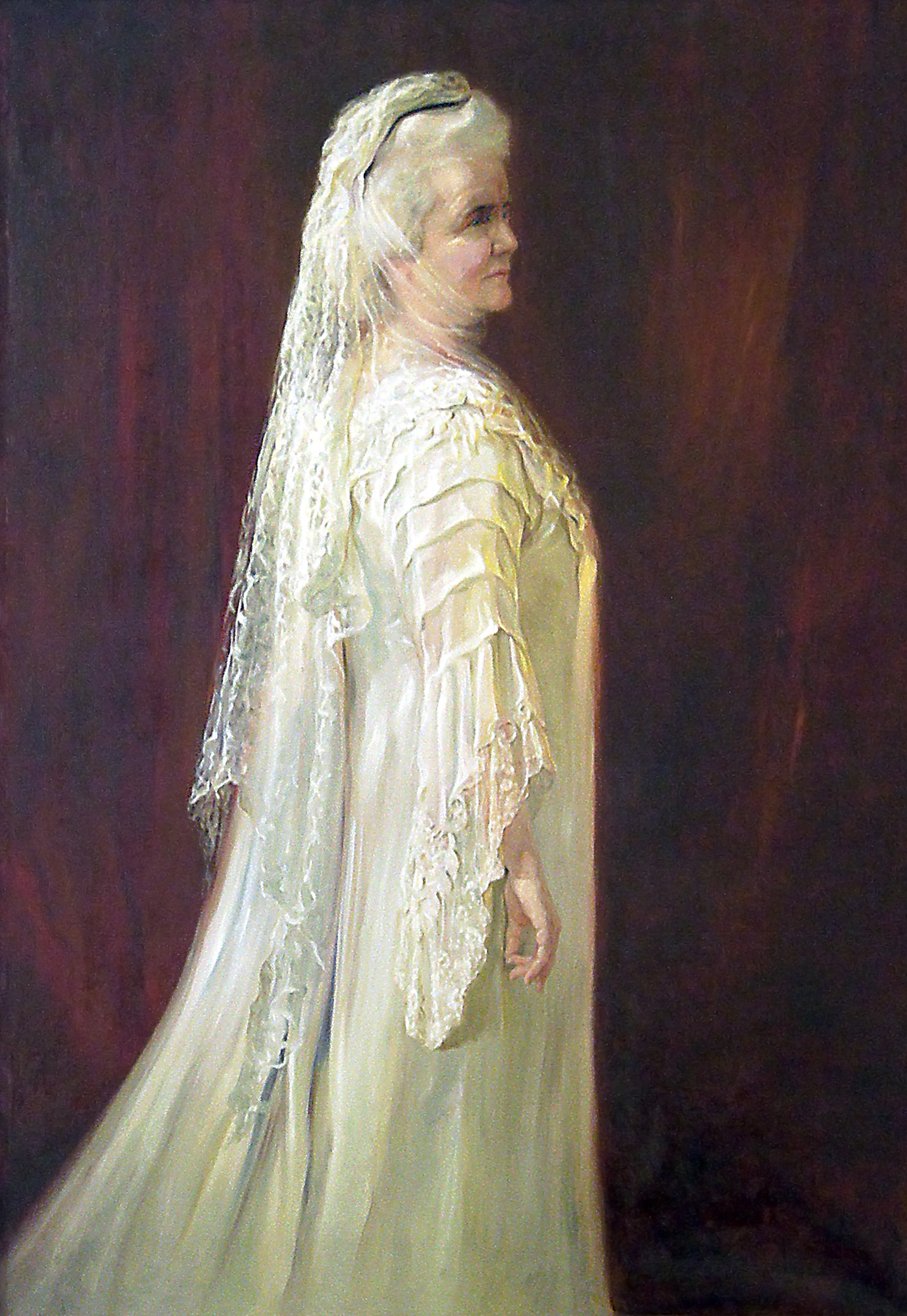
Retrato de Isabel de Wied en el museo
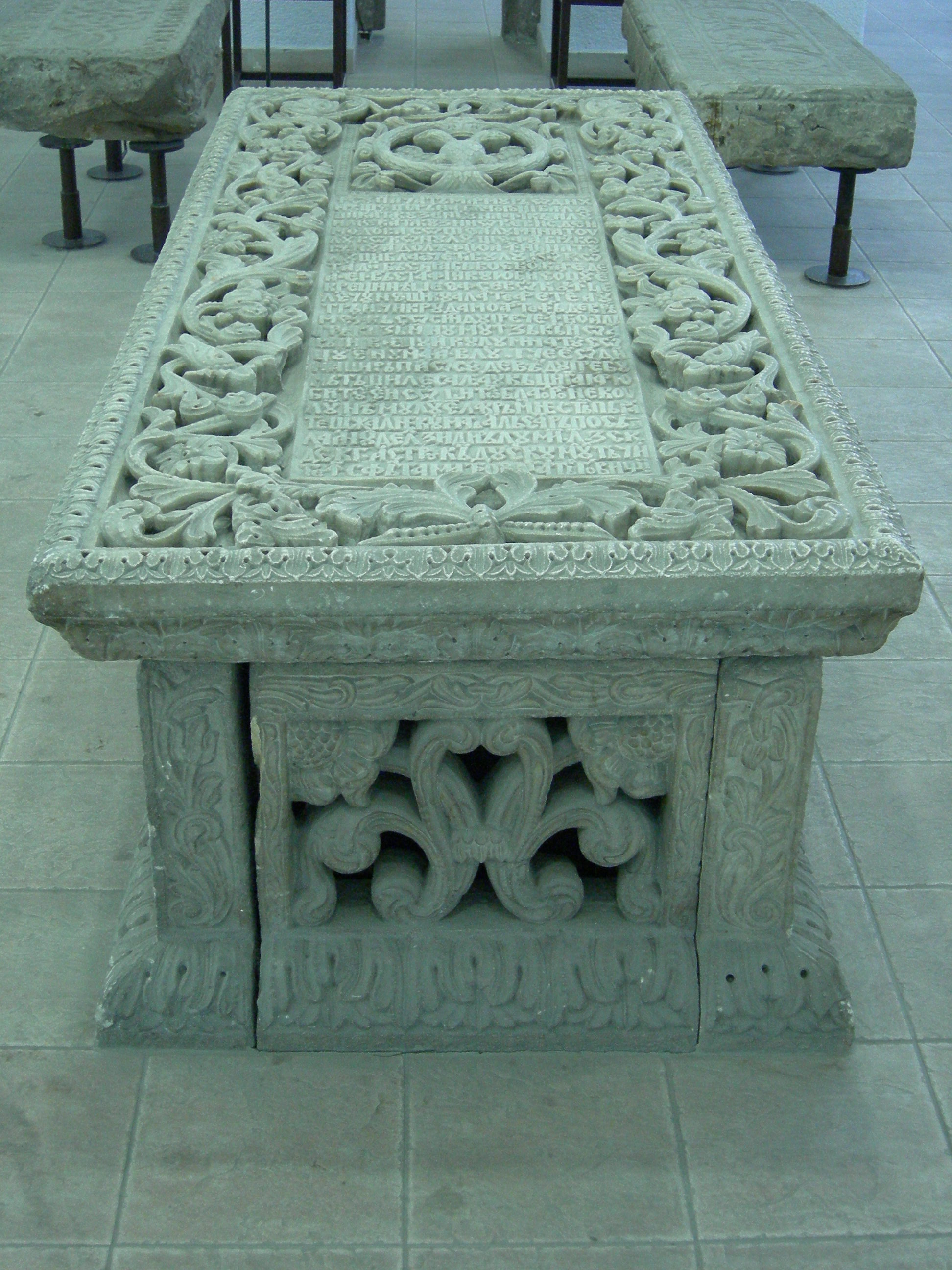
El sarcófago de la princesa Bălașa Cantacuzino
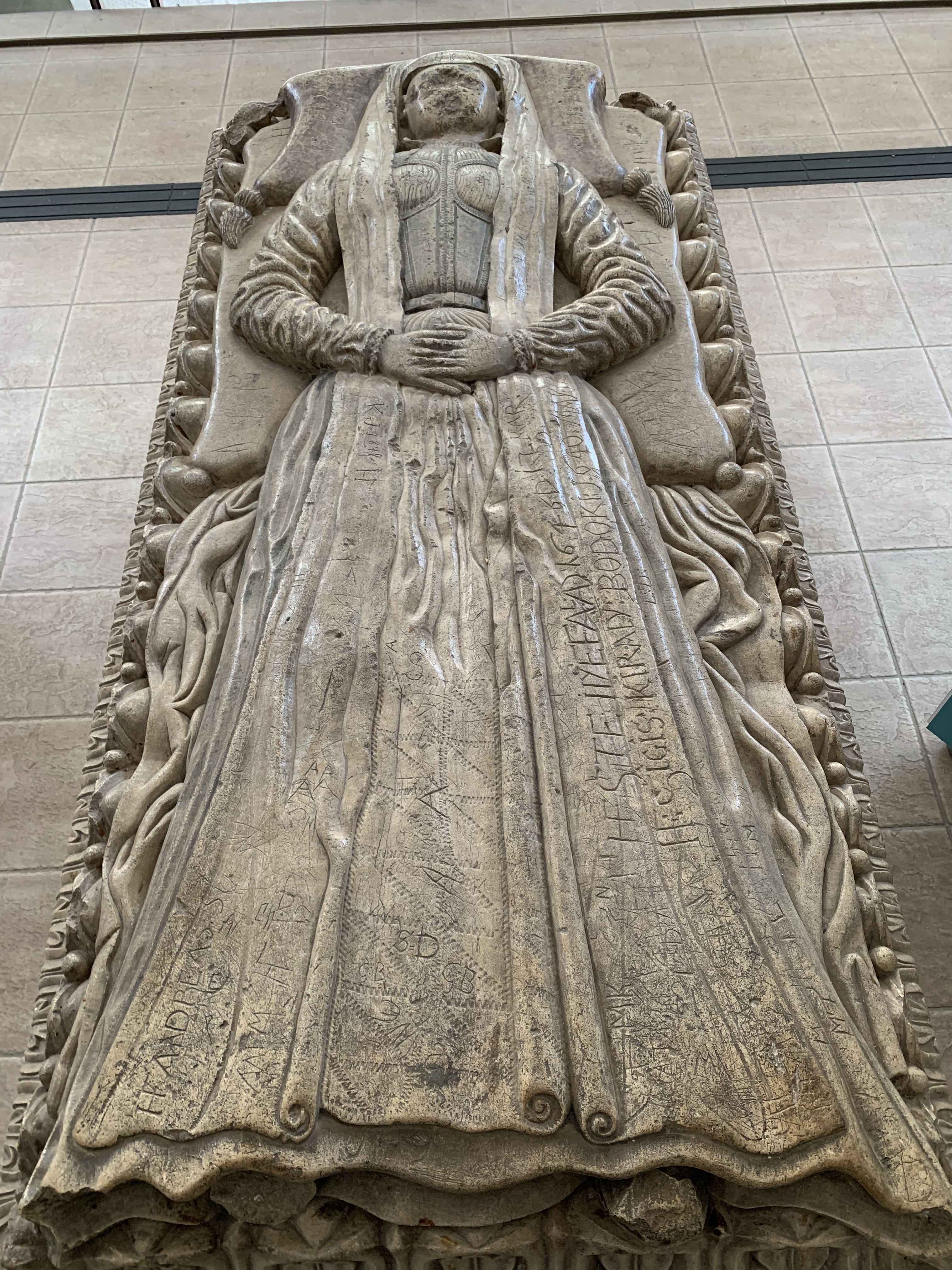
Sarcófago de Sofia Potocky
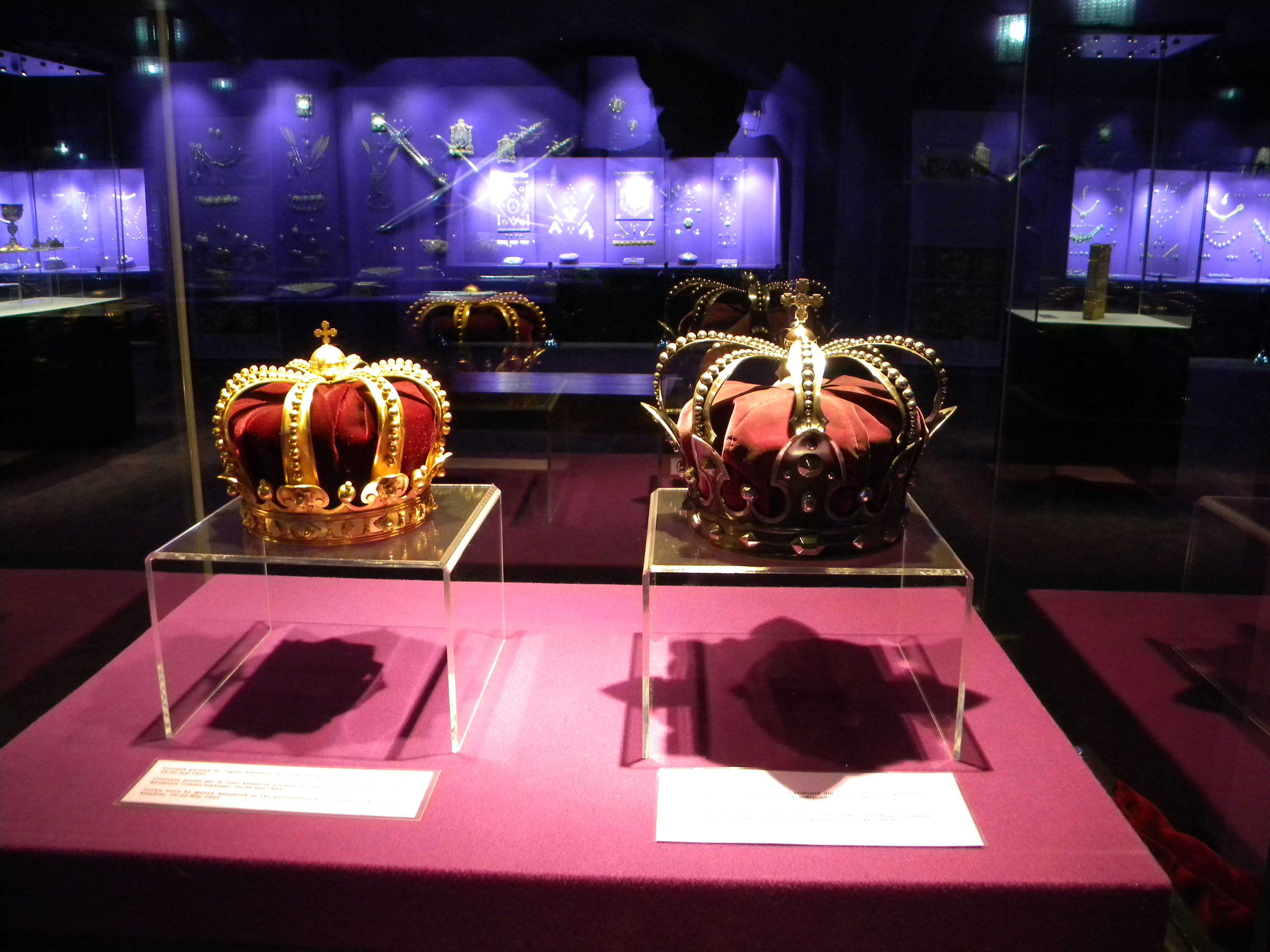
La Corona de Acero y la Corona de la Reina Isabel

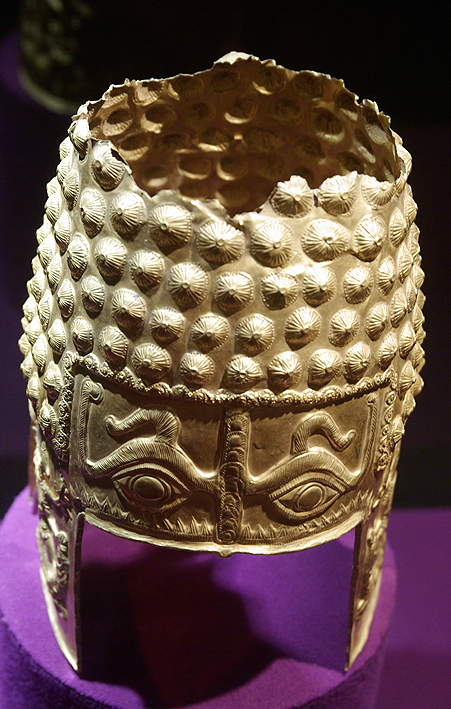
VVarios objetos asociados con el sitio de Pleven
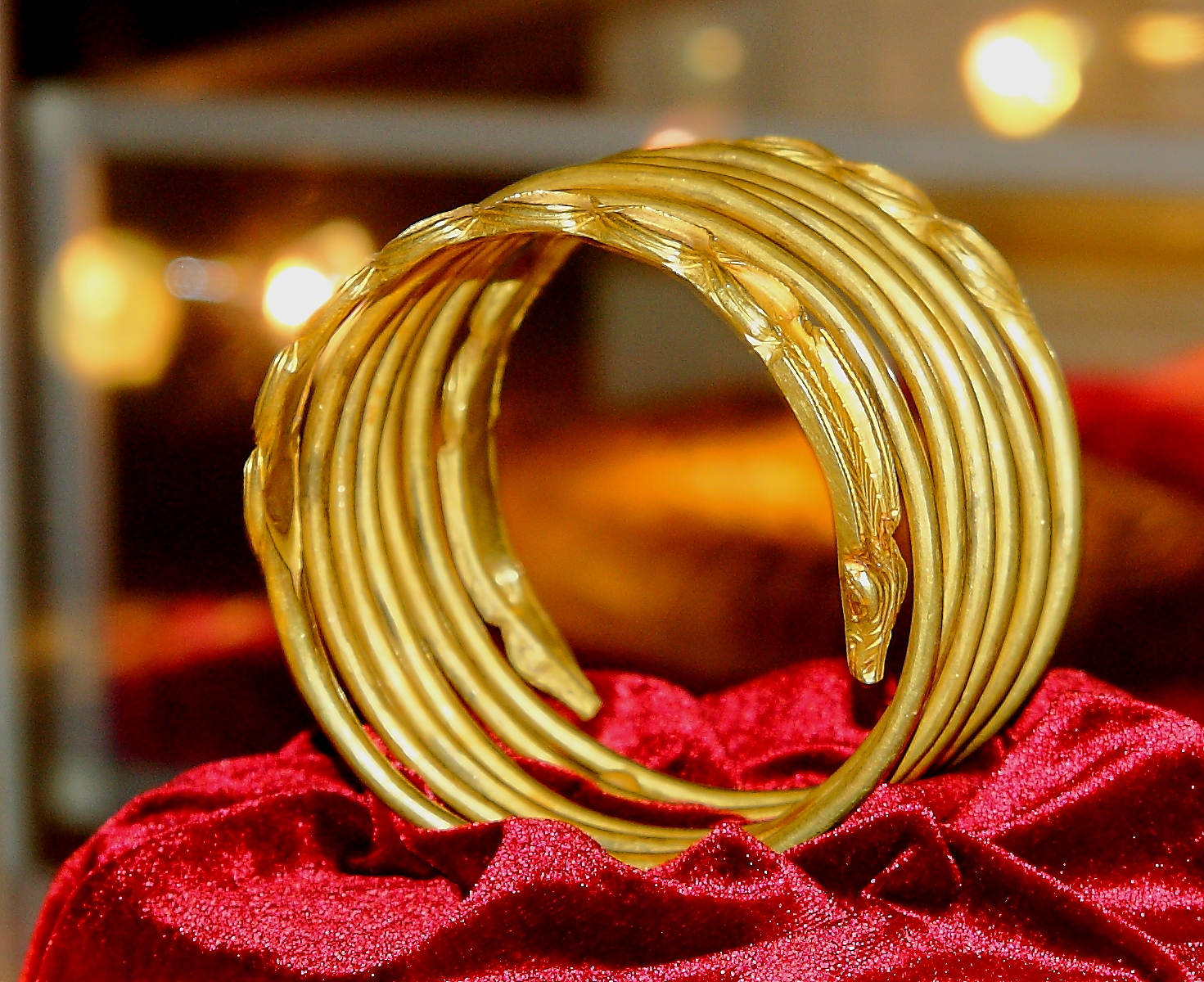
Brazalete dacio
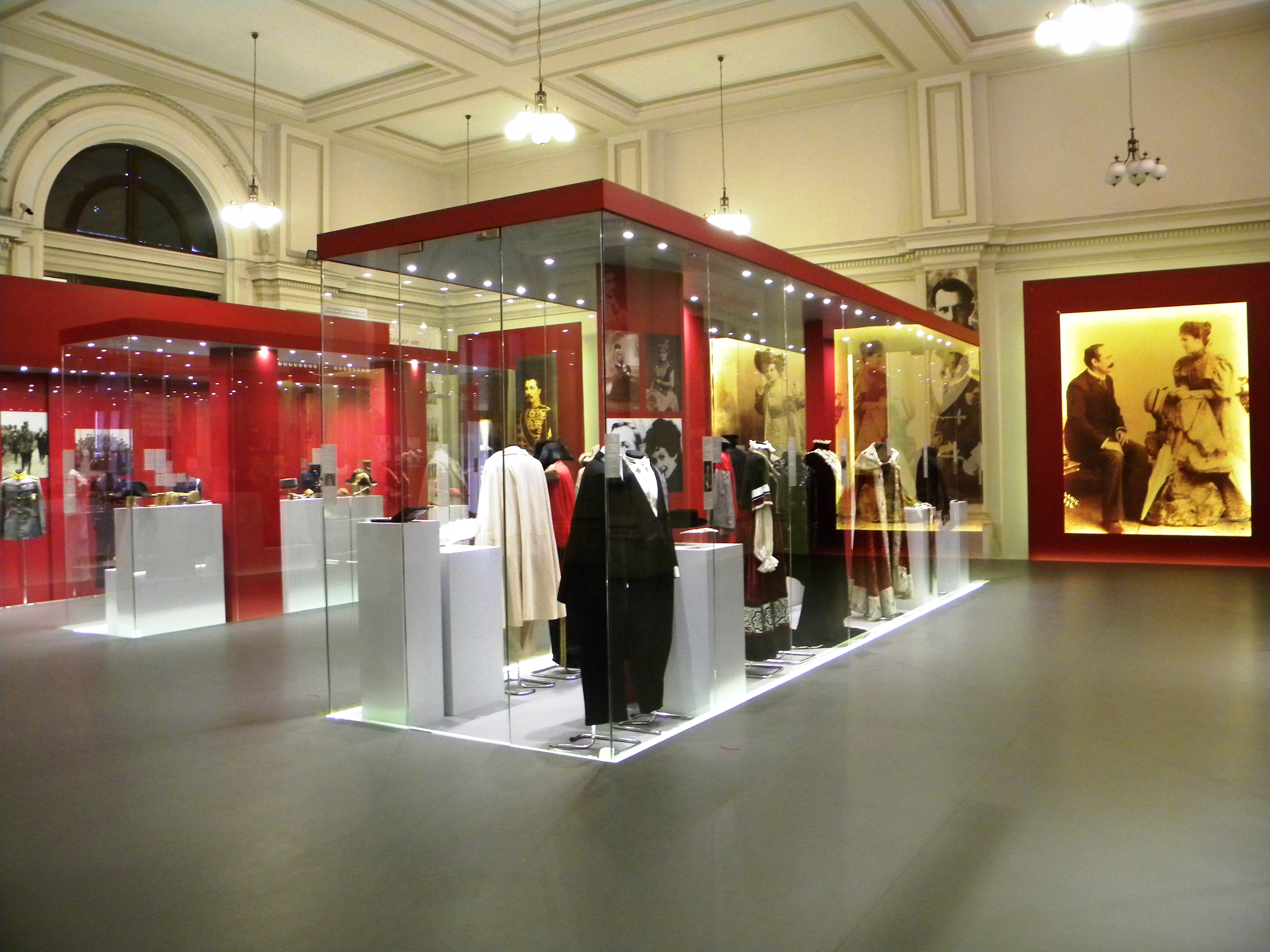
Sala de vestimentas
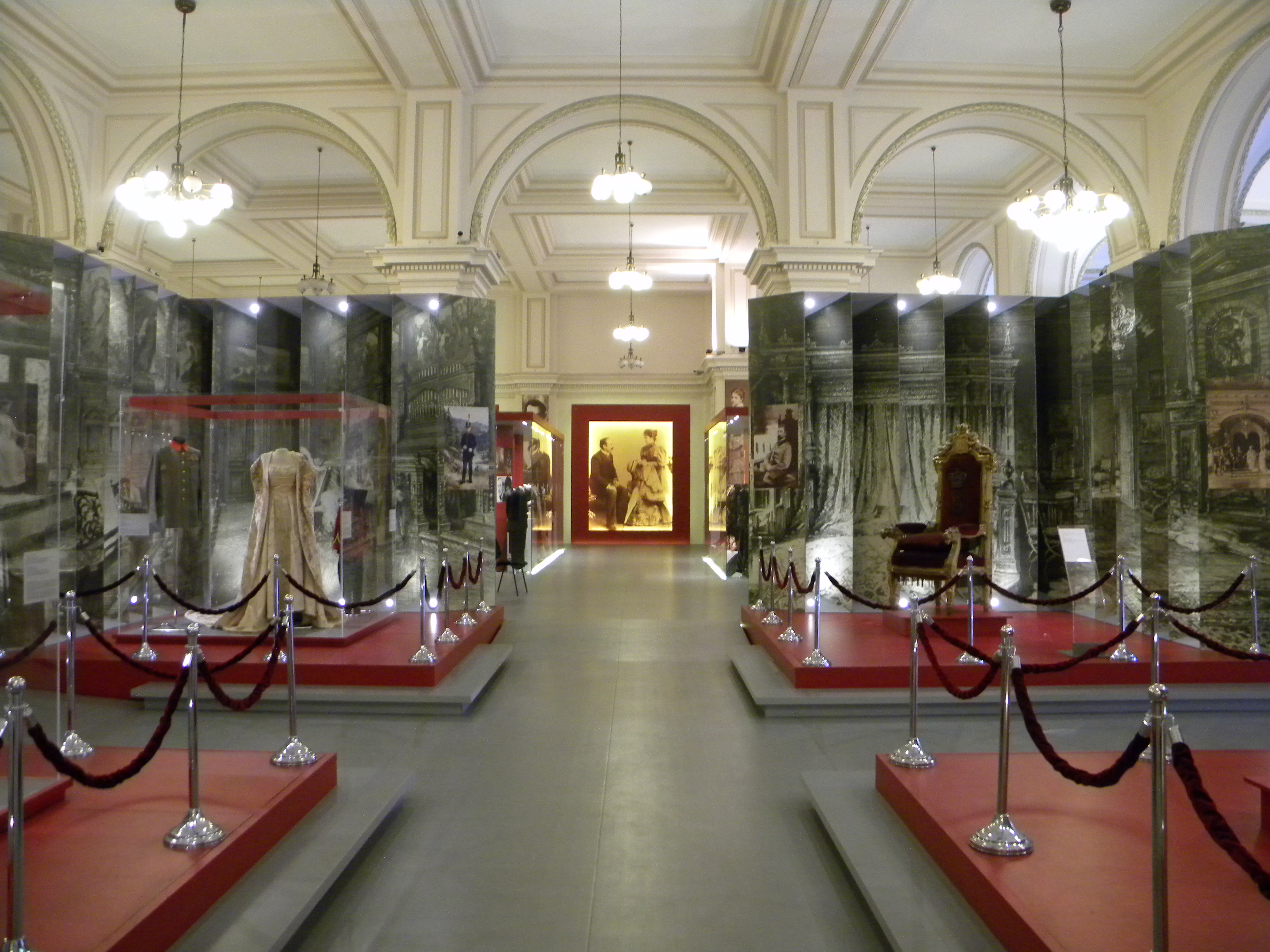
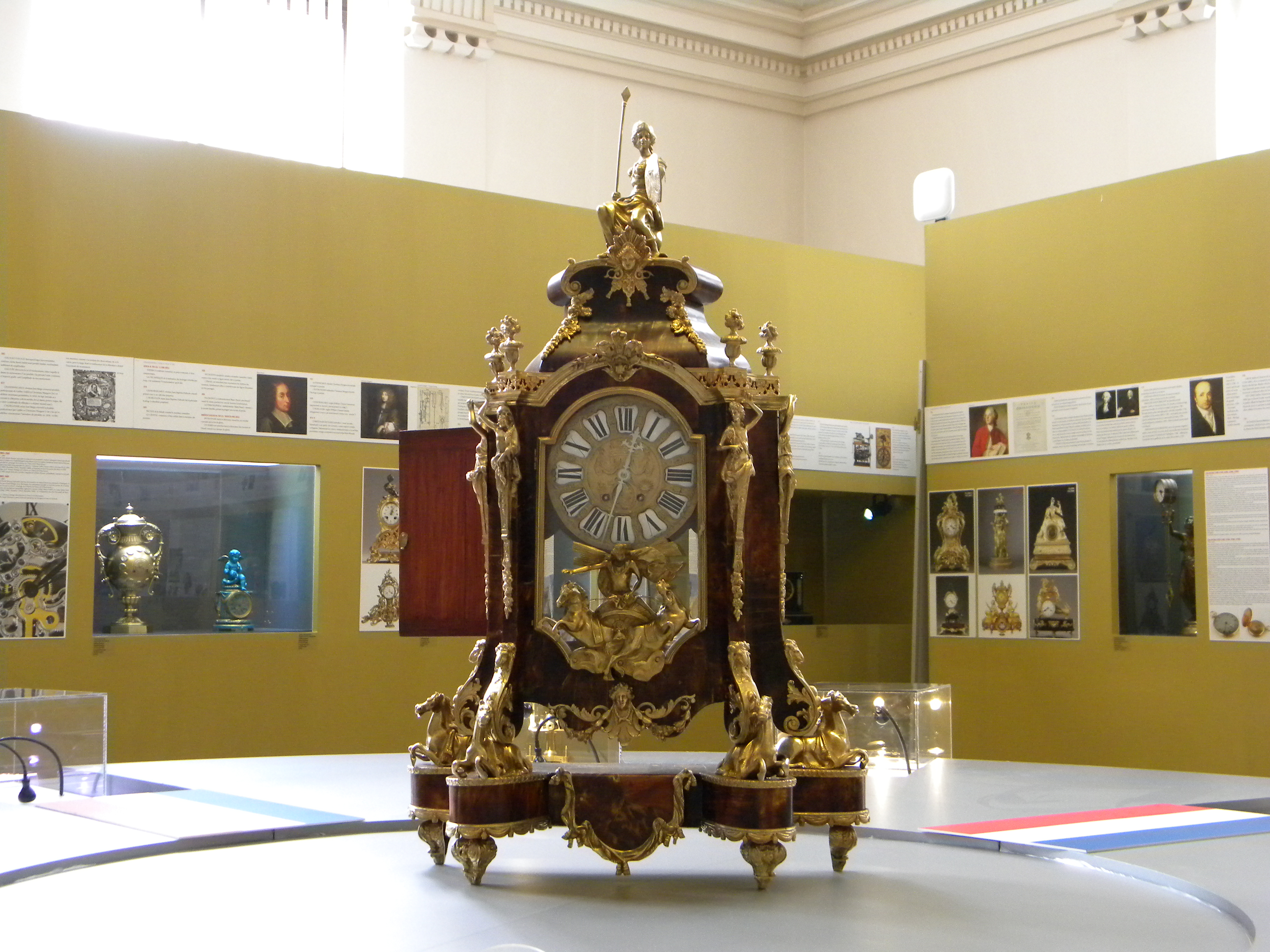
Exposición de relojes
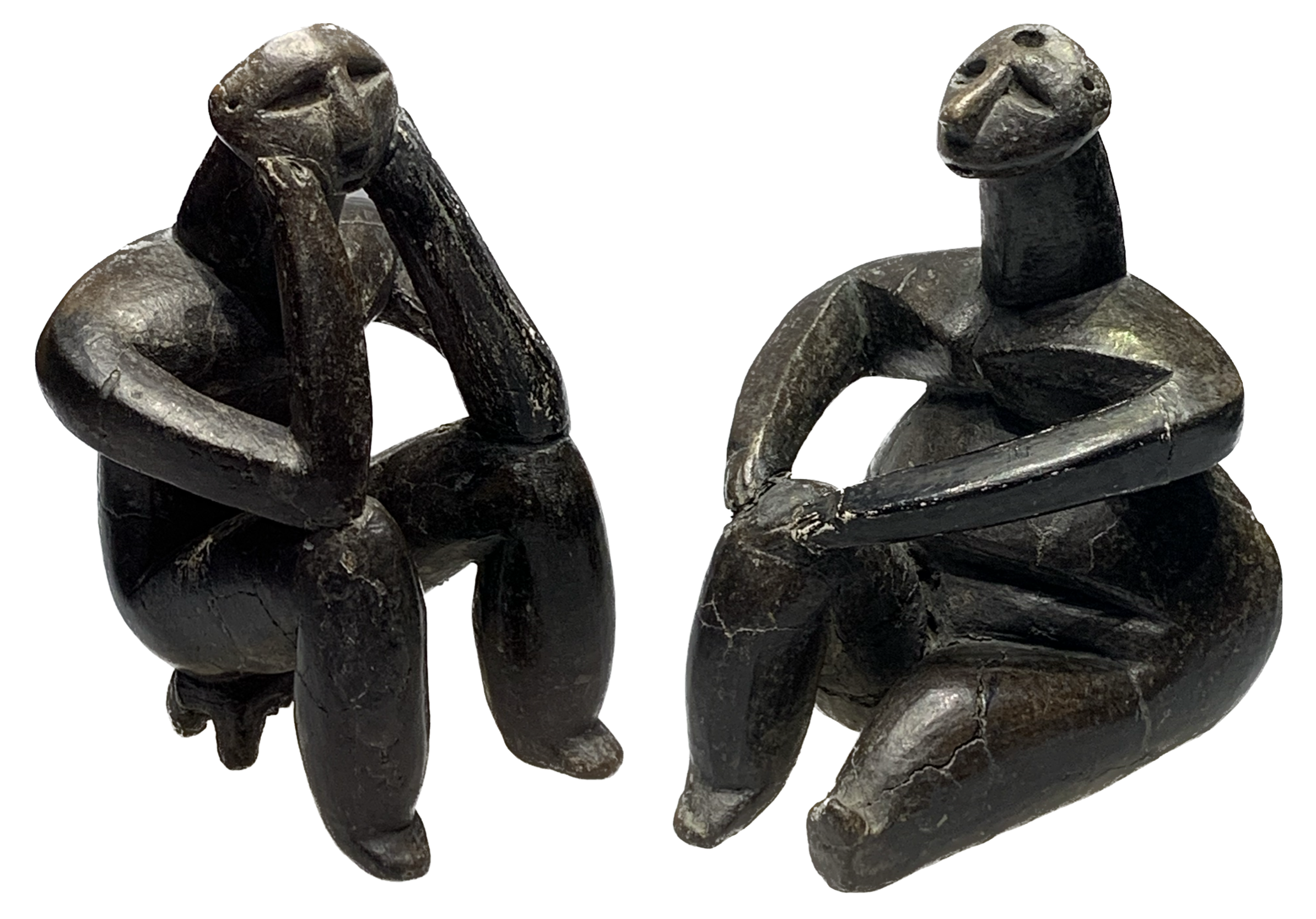
El pensador de Cernavodă (estatuilla neolítica de la cultura Hamangia, circa. 5000 a. C.)